# Wylgort (Syktywdinski)
Wylgort (Komi und russisch Выльго́рт) ist ein Dorf (selo) in der Republik Komi in Russland mit 10.289 Einwohnern (Stand 14. Oktober 2010).

## Geographie
Der Ort liegt etwa 6 km Luftlinie südwestlich des Zentrums der Republikhauptstadt Syktywkar, an diese als Vorort faktisch unmittelbar anschließend. Er befindet sich unweit des linken Ufers der Syssola, die bei Syktywkar in die Wytegra mündet.
Wylgort ist Verwaltungszentrum des Rajons Syktiwdinski sowie Sitz und einzige Ortschaft der Landgemeinde (selskoje posselenije) Wylgort.
Gut die Hälfte der Einwohner sind Komi, knapp 40 % Russen.

## Geschichte
Der Ort wurde erstmals 1586 als Dorf mit zwei Höfen erwähnt, bereits unter der heutigen Bezeichnung mit der ungefähren Bedeutung „neuer Wohnort“ auf Komi und dem alternativen russischen Namen Alexejewskaja. Mit mehreren umliegenden Ortschaften wuchs er bis in die zweite Hälfte des 17. Jahrhunderts zu einer größeren Ansiedlung namens Wylgort zusammen. 1693 wurde eine Kirche errichtet. Mitte des 19. Jahrhunderts war Wylgort der größte Ort der Region im Nordosten des damaligen Gouvernements Wologda nach Ust-Syssolsk, dem heutigen Syktywkar und Jarensk, einem heute bedeutend kleineren Dorf in der benachbarten Oblast Archangelsk.
1935 wurde Wylgort Verwaltungssitz des 1929 gegründeten Syktywdinski rajon (zuvor in Syktywkar, das zugleich rajonunabhängig wurde). Ab den 1960er-Jahren wurden über zehn umliegende Dörfer nach Wylgort eingemeindet, zuletzt 1991 das unmittelbar an der Syssola liegende Joljaty sowie Pitschipaschnja einige Kilometer westlich des Ortszentrums.

### Bevölkerungsentwicklung
| Jahr | Einwohner |
| ---- | --------- |
| 1939 | 2.402     |
| 1959 | 4.068     |
| 1970 | 4.787     |
| 1979 | 8.512     |
| 1989 | 8.965     |
| 2002 | 10.211    |
| 2010 | 10.289    |

Anmerkung: Volkszählungsdaten

## Verkehr
Wylgort liegt an der föderalen Fernstraße R176 Wjatka (auf diesem Abschnitt ehemals R24), die von Tscheboksary über Joschkar-Ola nach Kirow und Syktywkar führt. Südwestlich des Dorfes zweigt die westliche Umgehungsstraße um Syktywkar ab. In Syktywkar, mit dem Stadtbusverbindung besteht, befindet sich die nächstgelegene Bahnstation.

## Söhne und Töchter des Ortes
- Wassili Nalimow (1879–1939), komi-syrjanischer Ethnograph, Geograph und Publizist
- Kallistrat Schakow (1866–1926), komi-syrjanischer Ethnograph, Philosoph und Schriftsteller